# Rezső Wanié
Rezső Wanié (* 12. April 1908 in Szeged; † 9. April 1986 in Sacramento) war ein ungarischer Schwimmer, der bei Europameisterschaften eine Bronzemedaille gewann.

## Sportliche Karriere
Rezső Wanié begann seine sportliche Laufbahn als Mittelschüler und startete dann für Szegedi Úszó Egylet.
1927 fanden in Bologna die Schwimmeuropameisterschaften 1927 statt. Die ungarische 4-mal-200-Meter-Freistilstaffel mit Géza Szigritz, den Brüdern Rezső Wanié und András Wanié sowie István Bárány erreichte den dritten Platz hinter den Deutschen und den Schweden. 1928 bei den Olympischen Spielen in Amsterdam erreichte die ungarische 4-mal-200-Meter-Freistilstaffel als Erste des dritten Vorlaufs das Finale. Dort belegten die Brüder Wanié, Szigritz und Bárány in 9:57,0 Minuten als beste europäische Staffel den vierten Platz hinter den Staffeln aus den Vereinigten Staaten, aus Japan und aus Kanada. Über 100 Meter Freistil erreichte Rezső Wanié in Amsterdam die zweite Runde und schied dann als Dritter seines Halbfinales aus. Über 400 Meter Freistil wurde Rezső Wanié Vierter seines Vorlaufs.
Rezső Wanié wanderte später über Kanada in die Vereinigten Staaten aus.